# Балталіманська угода (1849)
Балталіманський договір — договір між Російської імперією та Османською імперією, підписаний 19 квітня (1 травня) 1849 в Балта-Лімані, поблизу Константинополя. Цей договір визначав порядок управління Дунайськими князівствами. Згідно з ним, господарі Молдовського князівства та Волощини призначалися османським султаном за погодженням з Російською імперією терміном на 7 років, а боярські збори тимчасово скасовувалися. 
Дію Балталіманского договору припинено з початком Кримської війни в жовтні 1853. 